# Sergentia psiloptera
Sergentia psiloptera är en tvåvingeart som först beskrevs av Edwards 1935.  Sergentia psiloptera ingår i släktet Sergentia och familjen fjädermyggor.
Artens utbredningsområde är Norge. Det är osäkert om arten förekommer i Sverige. Inga underarter finns listade i Catalogue of Life.